# Bulbophyllum leptochlamys
Bulbophyllum leptochlamys là một loài phong lan thuộc chi Bulbophyllum.